# Informační aktivum
Informační aktivum je v informační bezpečnosti cokoliv, co má pro osobu, organizaci či stát určitou hodnotu a co je z jejich pohledu nutné chránit. Informační aktiva jsou zaznamenávána v registru informačních aktiv.

## Primární a podpůrná aktiva
Informační aktiva se dělí na primární a podpůrná aktiva.

### Primární aktiva
Aktiva, která mají pro organizaci hodnotu samy o sobě. Tedy jsou přímo spojeny s hlavními činnostmi dané organizace. Například data zákazníků, interní procesy, nebo zálohy.

### Porpůrná aktiva
Aktiva, která se podílejí na provozu primárních aktiv, nebo podporují jejich činnost. Mohou to být dodavatelé, infrastruktura, nebo obecně technická aktiva, která podporují primární aktivum.

## Příklady informačních aktiv
- osobní údaje klientů (databáze)
- obchodní tajemství společnosti
- servery uchovávající data
- návody na provádění procesů
- CD/DVD se zálohami[3][4]

Identifikace informačních aktiv je důležitá pro analýzu a řízení rizik.